# Arthur Schneier
Arthur Schneier (Viena, 20 de março de 1930) é um rabino norte-americano, de origem austriaca. O rabino Schneier serviu por mais de 50 anos como Rabino Sênior da cidade de Nova Iorque da Sinagoga Park East. Ao ser homenageado com a Medalha de Cidadão Presidencial do presidente Bill Clinton em 2001, o rabino Schneier foi descrito como “um  sobrevivente do Holocausto que dedicou toda a vida a superar as forças do ódio e da intolerância e deu um exemplo inspirador de liderança espiritual ao encorajar o diálogo inter-religioso e a compreensão, bem como promover a causa da liberdade religiosa em todo o mundo.” Schneier está entre os rabinos de púlpito mais antigos dos Estados Unidos.

## Educação
O rabino Schneier formou-se bacharel pela Universidade Yeshiva em 1951, recebeu um MA da Universidade de Nova Iorque em 1953 e recebeu sua ordenação rabínica da Yeshiva University em 1955. Schneier também recebeu 11 doutorados honorários de universidades americanas e europeias.

## Carreira
Em 1962, o rabino Schneier tornou-se o rabino sênior da Park East Synagogue na cidade de Nova Iorque. Durante seu serviço lá, ele recebeu vários líderes religiosos e políticos mundiais, incluindo o Papa Bento XVI, a primeira visita papal a uma sinagoga americana e dois Secretários Gerais das Nações Unidas. Schneier se encontrou com os Papas João Paulo II, Francisco e o Patriarca Ecumênico Bartolomeu I, com o objetivo de promover e facilitar o diálogo inter-religioso. Em 2012, o Senado de Nova Iorque aprovou uma resolução em comemoração aos 50 anos de serviço do Rabino Schneier na Sinagoga Park East. Ele também é o fundador e reitor da Park East Day School, uma escola judaica ortodoxa moderna.
Em 1965 fundou a Appeal of Conscience Foundation, uma “coalizão inter-religiosa de líderes empresariais e religiosos” dedicada a promover “paz, tolerância e resolução de conflitos étnicos”.
Ao longo de sua carreira, o rabino Schneier promoveu ativamente a causa da paz e da tolerância. Ele é conhecido por seus esforços para reconstruir a vida judaica e religiosa na Rússia após o colapso da URSS e foi fundamental para o retorno da Sinagoga de Moscou à comunidade judaica russa.
O rabino Schneier liderou 68 missões inter-religiosas na China, Rússia, Europa Oriental e América Latina. Em 1998, o presidente Clinton o nomeou como um dos três líderes religiosos para discutir a liberdade religiosa com o presidente chinês Jiang Zemin. Ele liderou os esforços para preservar e restaurar  a Sinagoga Ohel Rachel, uma das duas únicas sinagogas históricas remanescentes em Xangai. Ao longo de sua carreira, o rabino Schneier convocou seis conferências internacionais para aliviar conflitos étnicos e religiosos e promover a paz e a tolerância.
Após a demissão contenciosa do ex-rabino assistente de Park East, Benjamin Goldschmidt em 2021, Daniel L. Kurtz, ex-chefe do Departamento de Caridade da Procuradoria-Geral do Estado de Nova York acusou o rabino Schneier de concentrar o poder em Park East, violando a lei estadual.

## Vida pessoal
Nascido em Viena em 1930, o rabino Schneier viveu sob ocupação nazista em Budapeste durante a Segunda Guerra Mundial e chegou aos Estados Unidos em 1947. É casado com Elisabeth Nordmann Schneier e é o pai do rabino Marc Schneier e Karen Schneier Dresbach. Tem 5 netos e 1 bisneto.